# 印第安诺拉 (密西西比州)
印第安諾拉（英語：Indianola）是一個位於美國密西西比州森弗勞爾縣的城市。根據2010年美國人口普查，該地共人口10,683人，而該地的面積約為22.50平方千米。同時該地也是森弗勞爾縣的縣治。

## 地理
印第安諾拉的座標為33°26′53″N 90°38′51″W / 33.44806°N 90.64750°W，而該地的平均海拔高度為37米（即121英尺）。